# Archeornitoid
Archeornitoid (Archaeornithoides deinosauriscus) – ptasiopodobny teropod z grupy maniraptorokształtnych (Maniraptoriformes); jego nazwa oznacza przypominający praptaka, "podobny do starożytnego ptaka".
Żył w okresie późnej kredy (ok. 85-71 mln lat temu) na terenach środkowej Azji. Długość ciała ok. 1 m, wysokość ok. 30 cm, masa ok. 2 kg. Jego szczątki znaleziono w Mongolii.
Znany jest dzięki znalezieniu fragmentu czaszki i żuchwy. Tymi cechami teropod przypomina troodona i baryonyksa.